# Дональд Джеймс Крам
Дональд Джеймс Крам (англ. Donald James Cram; 22 квітня 1919, Честер, Вермонт США — 17 червня 2001, Палм-Дезерт, Каліфорнія, США) — американський хімік, лауреат Нобелівської премії з хімії 1987 року, яку він розділив з Чарлзом Педерсеном та Жан-Марі Леном.

## Біографія
Народився Дональд Джеймс Крам в невеликому містечку Честері штату Вермонт (США). Батько, шотландець за походженням, спочатку кавалерійський офіцер, потім адвокат, а потім невдаха фермер, і мати, за походженням німкеня, переїхали сюди зі своїми трьома дітьми з Канади. Через два роки сім'я перебралася до Братлборо (Вермонт). Батько помер, коли Дональду було 4 роки.
Через брак коштів з 14 років заробляв гроші для оплати квартири, підробляючи в сусідів: згрібав листя, сапав кукурудзу, викопував картоплю, заготовляв сіно і розносив газети.
У 16-річному віці почав самостійне життя. Перебрався до Флориди, працював у магазині, торгував морозивом та полов газони за стіл і постіль, продовжуючи вчитися в школі, проте повернувся автостопом на північ, до Массачусетсу, де провів літо, фарбуючи будинки й ремонтуючи дахи. Останній клас школи закінчив у Вінвуді, невеликий приватній школі на Лонг-Айленді в Нью-Йорку, щоб оплатити навчання і харчування, виконував різні доручення. У той же час вивчав хімію та стереометрії і в результаті добився чотирирічної стипендії Національного Ролінс-коледжу, що знаходиться в курортному місті Вінтер-Парку у Флориді.
Викладач хімії коледжу заявив Краму, що у нього не вистачить розуму, щоб стати вченим. Крам же напружено займався хімією і філософією. Паралельно підробляв, щоб забезпечити собі стерпне існування. У літні місяці з 1938 по 1941 працював у Нью-Йорку в Національній Бісквітній Компанії, спочатку комівояжером, а потім займався аналізом сирів.
У цей час у нього прокинувся інтерес до дослідницької діяльності в галузі хімії. Цей інтерес привів його до університету Небраски, де в 1942 він отримав ступінь магістра. Під час Другої світової війни працював у компанії «Merck & Co», де займався проблемами пеніциліну. У 1945 був прийнятий на роботу до Гарвардського університету, до професора Л. Ф. Фізера. Дисертаційну роботу зробив за 18 місяців.
У Гарварді науковий рівень для нього втілювали відомий фахівець у галузі фізичної органічної хімії Пол Бартлетт і Р. Б. Вудворд (Нобелівський лауреат, 1965). Однак тут він пробув недовго. У 1947 почав працювати в Каліфорнійському університеті в Лос-Анджелесі, де і залишався до кінця життя.
Помер від раку 17 червня 2001 року.

## Нагороди
У 1987 Крам був удостоєний Нобелівської премії з хімії (разом з Ж.-М. Леном і Ч. Педерсеном) «за розробку і застосування молекул із структурно специфічними взаємодіями з високою селективністю».